# Ayman Younes
Ayman Younis (ar. أيمن يونس; ur. 20 lutego 1964) – egipski piłkarz grający na pozycji środkowego pomocnika. W swojej karierze rozegrał 26 meczów i strzelił 5 goli w reprezentacji Egiptu.

## Kariera klubowa
Swoją karierę piłkarską Younis rozpoczął w klubie Zamalek SC. W 1983 roku zadebiutował w nim w pierwszej lidze egipskiej. Grał w nim do 1992 roku. Wraz z Zamalekiem wywalczył trzy tytuły mistrza Egiptu w sezonach 1983/1984, 1987/1988 i 1991/1992 oraz zdobył Puchar Egiptu w sezonie 1987/1988 i dwukrotnie Puchar Mistrzów w 1984 i 1986. W latach 1992–1994 grał w klubie Tersana SC, w którym zakończył karierę.

## Kariera reprezentacyjna
W reprezentacji Egiptu Younes zadebiutował 29 marca 1985 w wygranym 2:0 towarzyskim meczu z Kamerunem. W 1988 roku był w kadrze Egiptu na Puchar Narodów Afryki 1988. Na tym turnieju zagrał w dwóch meczach grupowych: z Kenią (3:0), w którym strzelił gola i z Nigerią (0:0). W kadrze narodowej od 1985 do 1990 roku zagrał 26 razy i strzelił 5 goli.